# Vattenkraft i Nederländerna
Vattenkraften i Nederländerna är av mycket begränsad omfattning. Även om t.ex. Rhen mynnar i landet så gör landets platthet att den fallhöjd som skulle kunna utnyttjas är låg. I landet produceras omkring 75 GW el per år, med stora variationer år till år.  Det största vattenkraftverket, Waterkrachtcentrale Maurik, utnyttjar en höjdskillnad på fyra meter, har en maxeffekt på 10 MW och står ensamt för ungefär 1/3 av vattenkraften i Nederländerna.